# Casa Museu Lev Trotski
La Casa Museu Lev Trotski és un museu públic de la Ciutat de Mèxic dedicat al revolucionari rus Lev Trotski. El centre del complex és la casa on va viure amb Natàlia Sedova durant quinze mesos abans de ser assassinat el 1940. La casa va ser condicionada per a imitar l'aspecte que tenia en aquella època, sobretot l'estudi en què l'agent de la NKVD, Jaume Ramon Mercader del Río, va matar Trotsky colpejant-lo amb un piolet a la part posterior del cap. El 1990, en commemoració del 50è aniversari de l'assassinat, el complex es va convertir en la seu de l'Instituto del Derecho de Asilo Museo Casa de León Trotsky. La casa va ser declarada monument històric el 24 de setembre de 1982.

## L'exili de Trotski

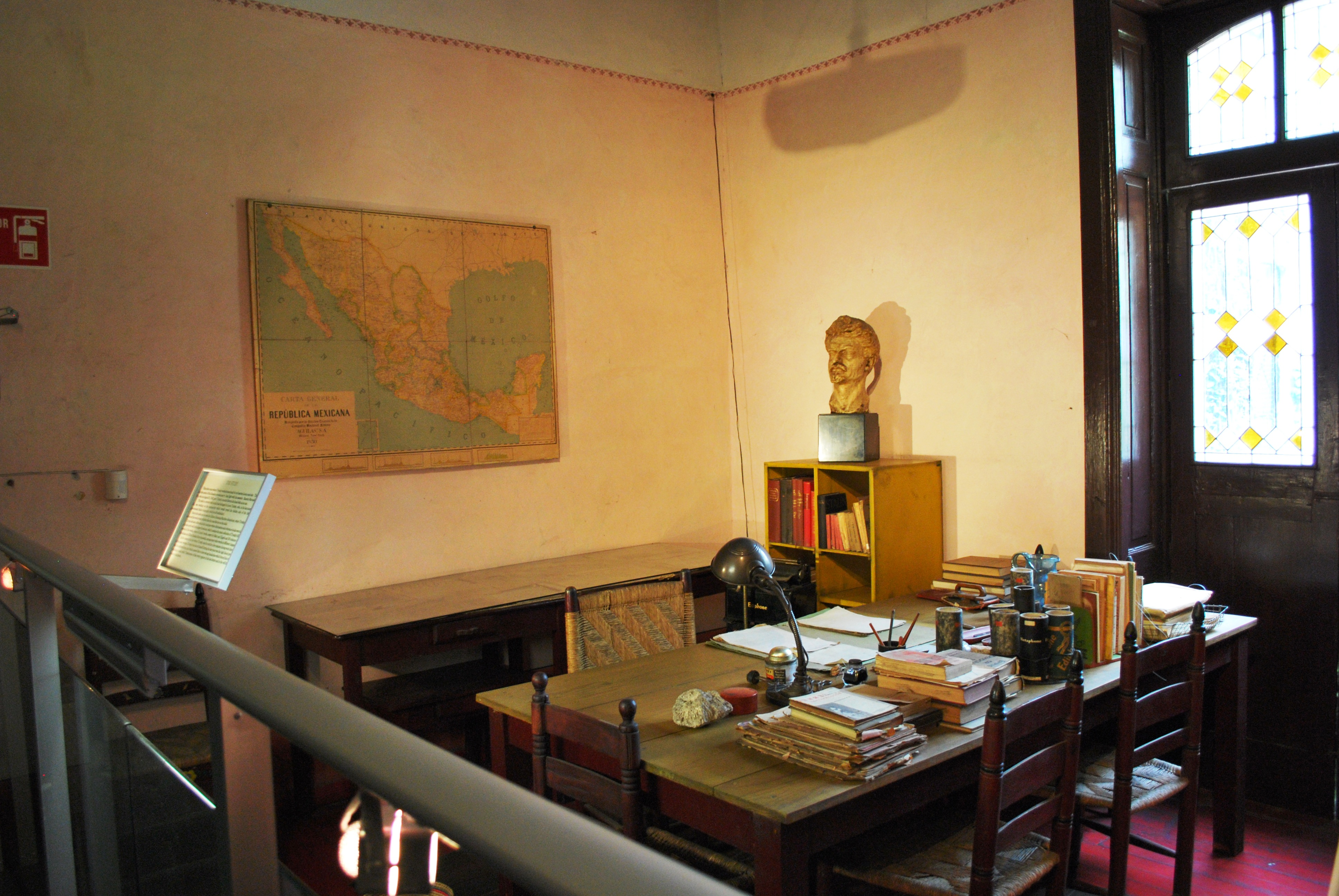
Estudi on Trotski va ser assassinat

Trotski es va veure obligat a exiliar-se el 1929 a causa de les seves crítiques al el govern de Iòsif Stalin. Durant els següents vuit anys, Trotski i la seva esposa Natàlia Sedova, migraren per diversos països sota el pes d'una sentència de mort i perseguits per agents secrets estalinistes.
El 1937, Diego Rivera i Frida Kahlo, van proposar al govern de Lázaro Cárdenas de donar asil polític a Trotski a Mèxic. Al principi, la parella va viure a la casa de la família de Frida Kahlo anomenada La Casa Azul, que es troba a Coyoacán. El 1939, però, Rivera i Trotski van tenir una baralla. Algunes històries expliquen que el motiu va ser ideològic i la crítica de Rivera als escrits de Trotski i altres afirmen que Trotski havia tingut un afer amb Frida Khalo. El matrimoni Trotski es va traslladar a la casa del carrer Viena, al mateix municipi, no lluny de la Casa Azul.
Tot i que Mèxic comptava amb un moviment comunista actiu, en aquell moment, igual que en altres parts del món, es dividí entre els que donen suport Stalin i els que hi estan en contra. Així, doncs, el maig de 1940, un intent d'assassinat va ser dirigit pel pintor mexicà David Alfaro Siqueiros. El grup va ser disfressat com a agents de policia i se les va arreglar per a dominar els guàrdies, col·locar homes amb metralladores al pati interior de la casa i disparar a les diferents habitacions de la casa petita. Els que eren dins van sobreviure amagant-se sota els mobles del dormitori i només un net, Seva, va resultar ferit. Aquest atac va portar a la construcció de les muralles que envolten la propietat i la construcció de torres de vigilància.
El segon i reeixit intent d'assassinat de Trotski es va perpetrar el 20 d'agost del mateix any. Ramon Mercader havia esdevingut l'amant de la secretària personal de Trotski sota el nom de Jacques Mornard amb un passaport canadenc. Com a tal, es va guanyar la confiança i l'accés a la casa. Aquell dia, Mercader va demanar a Trotski que revisés alguna cosa que havia escrit, quan Trotski llegia l'escrit, Mercader va treure un piolet del seu abric i va colpejar Trotski a la part posterior del crani. Trotski no va morir immediatament i, encara conscient, va ser portat a l'hospital. Això no obstant va morir l'endemà. Mercader va ser detingut per la policia i condemnat per assassinat, per la qual cosa va passar vint anys en una presó mexicana. Quan va ser alliberat el 1960, Mercader va marxar a Praga i després a Moscou, on va rebre l'Ordre de Lenin i va ser condecorat com a Heroi de la Unió Soviètica. Segons alguns informes posteriors, finalment va morir de càncer a l'Havana el 1978. L'habitació on Trotski va ser assassinat roman exactament com estava en aquell moment, incloent-hi els papers i els llibres en les seves posicions exactes.

## El Museu

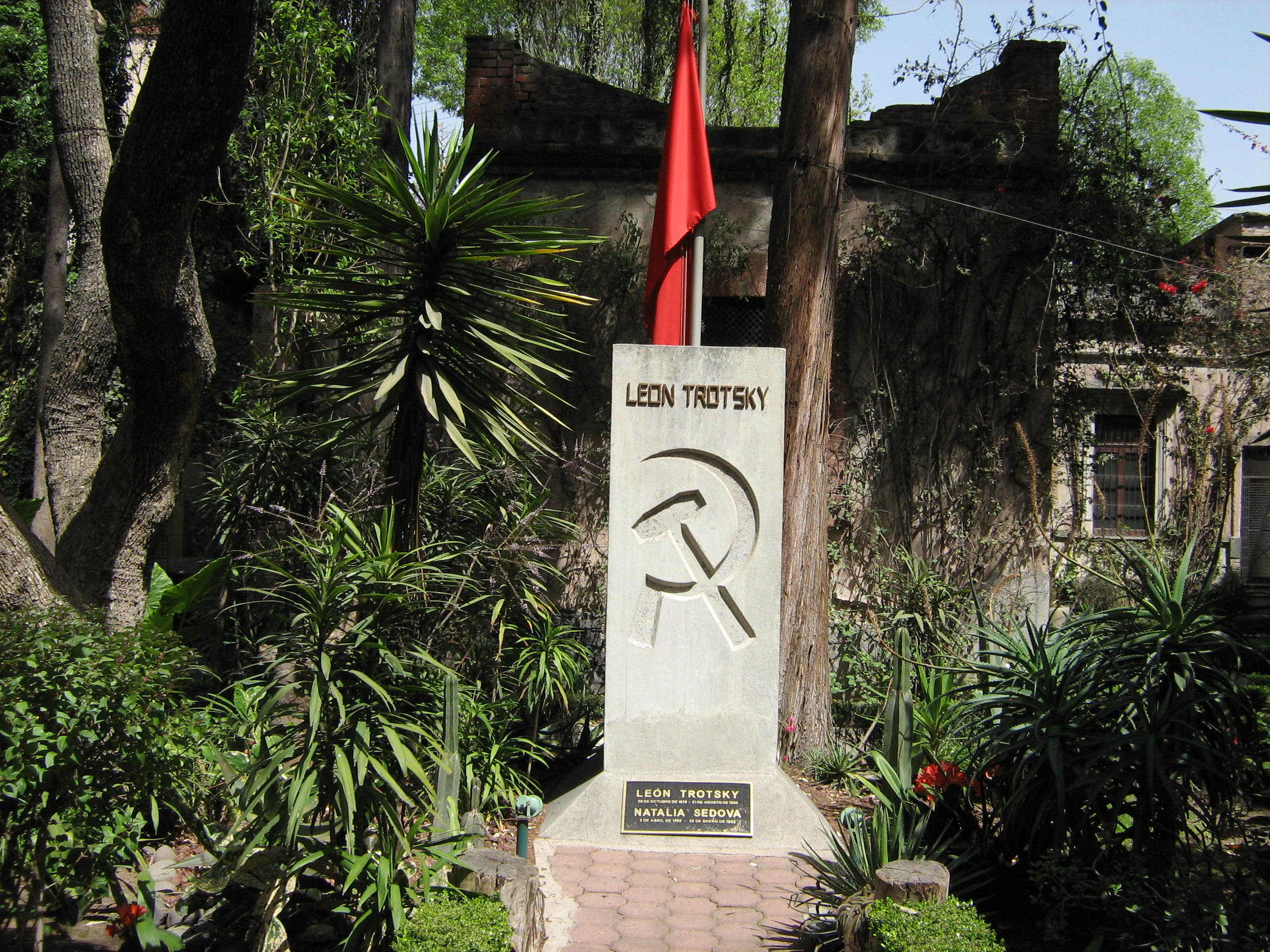
La tomba de Trotski al jardí de la Casa

El museu consta de la casa on va viure Trotski, la zona del jardí i les parets exteriors amb instal·lacions de vigilància, i es troba en una tranquil·la zona residencial al costat d'un rierol que corre al costat del riu Churubusco. La casa és petita i comuna per a un habitatge construït a principis del segle xx. Una excepció notable és una torre coronada per una àguila de bronze del tipus que Venustiano Carranza va utilitzar durant la Revolució Mexicana. Forats de bala de l'atac que va efectuar el grup dirigit per Siqueiros són encara visibles a les parets exteriors.

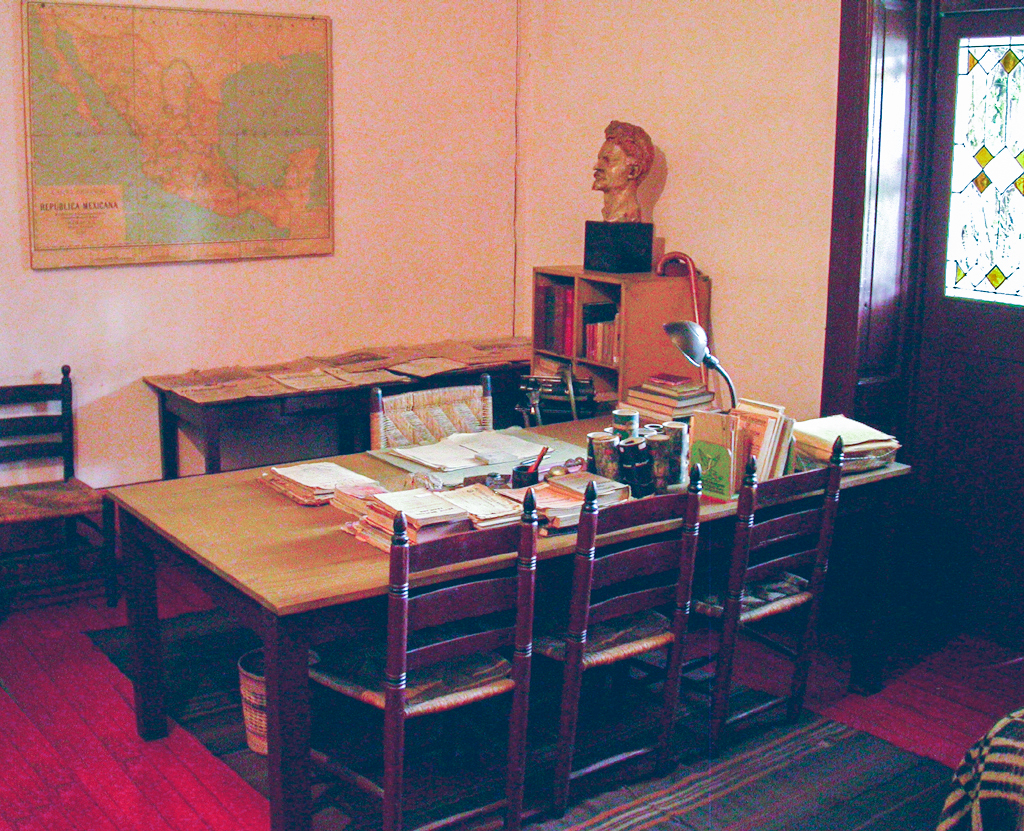
Escriptori de Trotski

Les casetes de vigilància i altres instal·lacions han esdevingut sales d'exposicions relacionades amb el museu. Aquestes habitacions exhibeixen fotografies, diaris i objectes personals de Trotski. La casa dels guàrdies conté una col·lecció fotogràfica permanent amb imatges de la família de Trotski, la seva participació a la Revolució Bolxevic i el seu arbre genealògic. En allò que abans eren les cambres d'hostes a l'extrem del jardí es van col·locar desenes de fotografies en blanc i negre de Trotski i Sedova acompanyats d'amics famosos, com Diego Rivera i Frida Kahlo. També hi ha sales d'exposicions temporals amb obres diversos artistes. L'auditori compta amb vuitanta seients i la biblioteca Rafael Galván té una col·lecció de més de 6.000 volums sobretot dedicats a les ciències socials, l'economia i la política. La resta de l'espai del complex pertany a la zona del jardí, que encara es manté amb flors tropicals i altres plantes, com el cactus, que Trotski col·leccionava. Hi ha també fotos al museu de la col·lecció de cactus de Trotski recollits als camps mexicans i cuidats el jardí, juntament amb els conills i les gallines que es trobaven a les conilleres i galliners que encara existeixen.
El centre del jardí conté una estela de pedra dissenyada per Juan O'Gorman, que conté les cendres de Trotski, juntament amb les de la seva esposa. Per sobre de l'estela hi ha un pal amb la bandera soviètica. El museu rep una mitjana de 17.000 visitants estrangers cada any, juntament amb 50.000 estudiants de les visites organitzades per la Secretaria d'Educació Pública.